# Ульріке Таубер
Ульріке Таубер  (нім. Ulrike Tauber, 16 червня 1958) — плавчиня зі Східної Німеччини, олімпійська чемпіонка.

## Виступи на Олімпіадах
| Олімпіада     | Дисципліна                        | Місце |
| ------------- | --------------------------------- | ----- |
| Монреаль 1976 | плавання на 200 метрів, батерфляй | 2     |
| Монреаль 1976 | 400 метрів, комплексне плавання   | 1     |
| Москва 1980   | 400 метрів, комплексне плавання   | 5     |